# Songs of Love & Loss 2
Songs of Love & Loss 2 è il nono album in studio della cantante australiana Tina Arena, pubblicato nel 2008. 
Si tratta del secondo disco di cover per l'artista dopo Songs of Love & Loss (2007).

## Tracce
1. Oh Me Oh My – 3:13
2. Only Women Bleed – 5:20
3. Every Breath You Take – 3:53
4. Close to You – 4:59
5. Call Me – 3:46
6. Baby It's You – 3:40
7. Nights in White Satin – 5:01
8. I Hope I Never – 5:30
9. Both Sides Now – 5:14
10. Wouldn't It Be Good – 3:52
11. Your Song – 4:07
12. Living a Lifetime Together – 3:18